# Rheinland-Pfälzische Technische Universität Kaiserslautern-Landau
Die Rheinland-Pfälzische Technische Universität Kaiserslautern-Landau (kurz: RPTU; englisch University of Kaiserslautern-Landau) ist eine staatliche Technische Universität mit Campus in Kaiserslautern und Landau in der Pfalz, Deutschland.
Zusammen werden 147 Studiengänge angeboten (Stand 2025). Die RPTU ist die einzige Technische Universität im Land Rheinland-Pfalz. Sie entstand zum 1. Januar 2023 durch Zusammenführung der Technischen Universität Kaiserslautern und des Campus Landau der Universität Koblenz-Landau. Sie ist damit eine Doppeluniversität bestehend aus einem Campus in Kaiserslautern und einem Campus in Landau.

## Geschichte
Im Jahr 2018 wurde ein Expertenbericht zum „Hochschulzukunftsprogramm Rheinland-Pfalz“ erstellt. Der Bericht hinterfragte die Struktur der Universität Koblenz-Landau und empfahl eine engere Kooperation zwischen dem Campus Landau der Universität Koblenz-Landau und der TU Kaiserslautern. Im Folgejahr wurde daraufhin im Rahmen einer Hochschulstrukturreform die Auftrennung der Universität Koblenz-Landau beschlossen. Der Campus Koblenz sollte eigenständig werden und der Campus Landau mit der TU Kaiserslautern zusammengeführt werden.
Im Herbst 2020 trat das „Landesgesetz zur Neustrukturierung der Universitätsstandorte Kaiserslautern, Landau und Koblenz“ in Kraft. Die Zusammenführung der Universitätsstandorte wurde durch die COVID-19-Pandemie vor besondere Herausforderungen gestellt. Im Juni 2022 beschlossen die Senatsausschüsse beider Standorte einstimmig die erste Grundordnung der Rheinland-Pfälzischen Technischen Universität Kaiserslautern-Landau.
Zum 1. Januar 2023 fusionierte der Standort Landau mit der Technischen Universität Kaiserslautern zur Rheinland-Pfälzischen Technischen Universität Kaiserslautern-Landau und der Standort Koblenz wurde als eigenständige Universität Koblenz fortgeführt. Die neu gegründete Universität wurde anfangs von einer präsidialen Doppelspitze geführt, bestehend aus dem bisherigen Präsidenten der TU Kaiserslautern, Arnd Poetzsch-Heffter, und der bisherigen Vizepräsidentin des Standortes Landau, Gabriele Schaumann. Später im Jahr 2023 fand erstmals die Wahl eines RPTU-Präsidenten statt, der die Nachfolge der bisherigen Doppelspitze antrat. Der Senat der Universität wählte am 13. Dezember 2023 Malte Drescher, Professor und Prorektor der Universität Konstanz, einstimmig zum künftigen Präsidenten der Universität. Seit dem 01. Oktober 2024 ist Drescher als Präsident im Amt.

## Standorte

### Kaiserslautern
Der Campus in Kaiserslautern befindet sich oberhalb der Stadt am Rande des Pfälzerwaldes. Darauf befinden sich zahlreiche Gebäude, in denen die Fachbereiche und Institute sowie die Verwaltung der RPTU untergebracht sind. Neben diesem Campus gibt es am RPTU-Standort in Kaiserslautern noch acht zentrale Forschungseinrichtungen, beispielsweise das Fraunhofer-Institut für Techno- und Wirtschaftsmathematik.
Auf dem Standort in Kaiserslautern sind mehrere Kunstwerke verteilt. Der Skulpturenpark am Campus in Kaiserslautern entstand mit Mitteln der Kunst-am-Bau-Regelung. Das wohl bekannteste der dort ausgestellten Kunstwerke ist das Tor der Wissenschaft, dem das Logo der damaligen TU Kaiserslautern nachempfunden wurde. Zu diesen Kunstwerken gibt es einen Skulpturenführer: Skulpturen an der TU Kaiserslautern – ein kultureller Wegweiser.

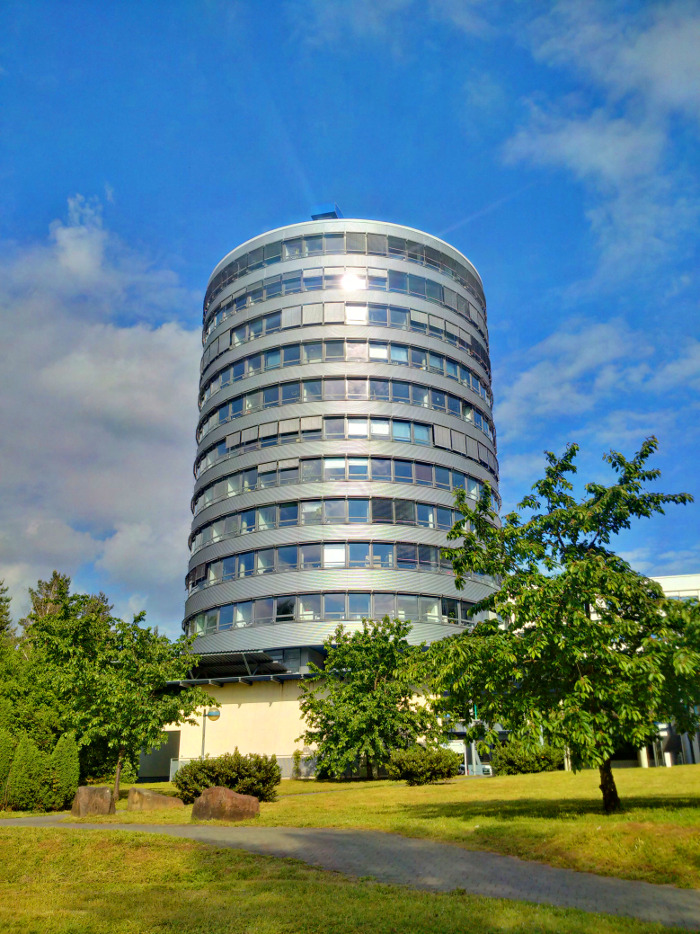
Verwaltungsgebäude der RPTU in Kaiserslautern
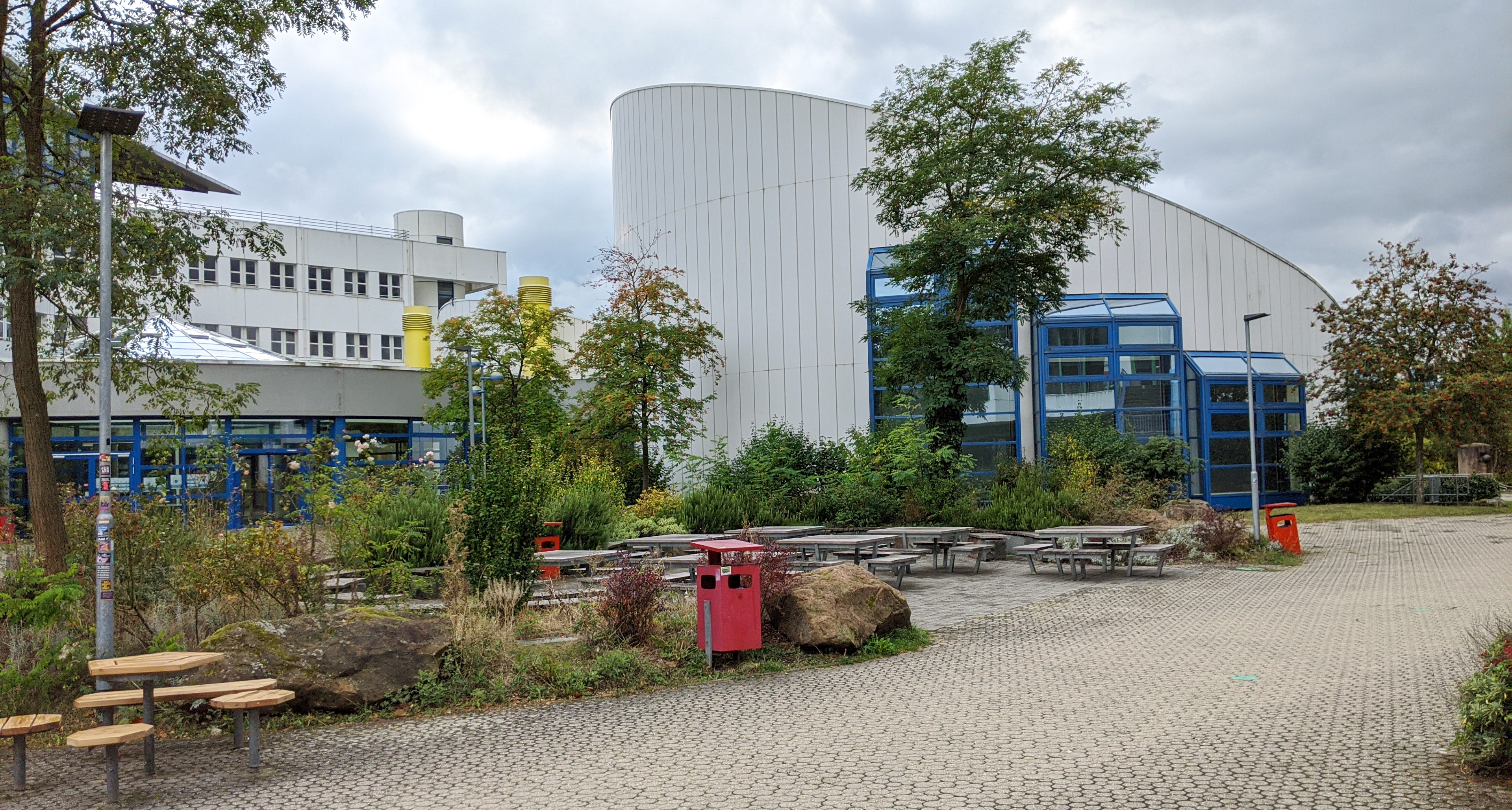
Campus der RPTU am Standort Kaiserslautern (im Hintergrund das Audimax)
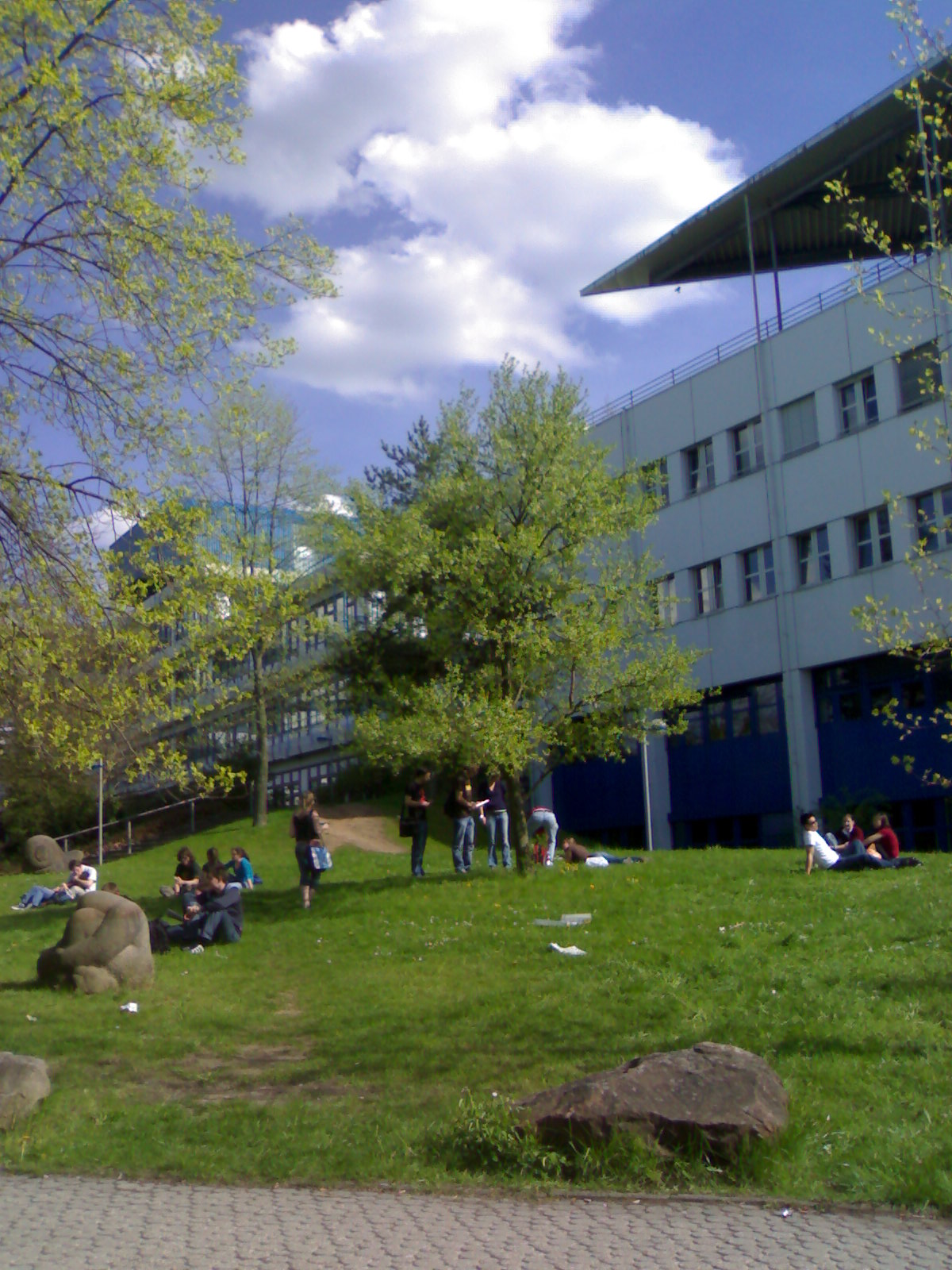
Campus der RPTU am Standort Kaiserslautern vor Gebäude 42
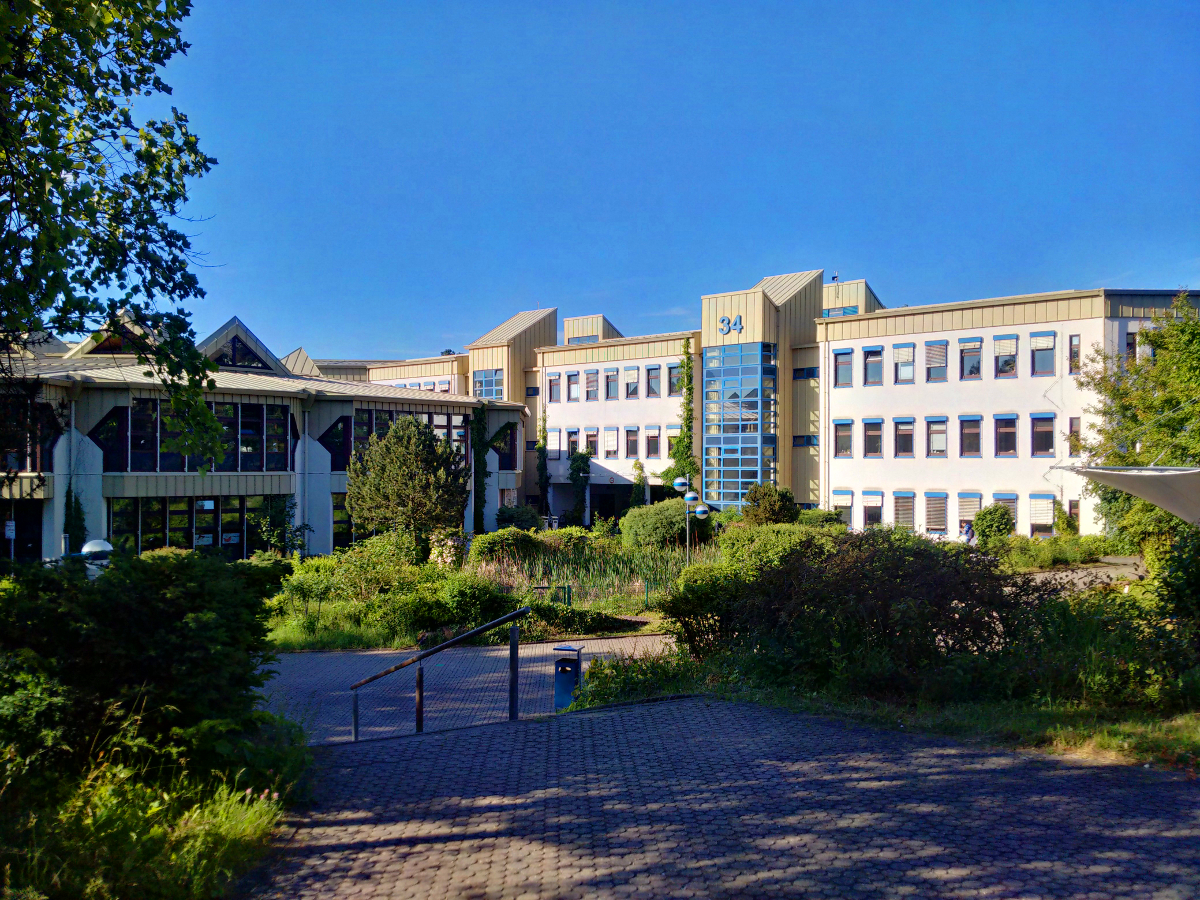
RPTU am Standort Kaiserslautern im Grünen, Bau 34
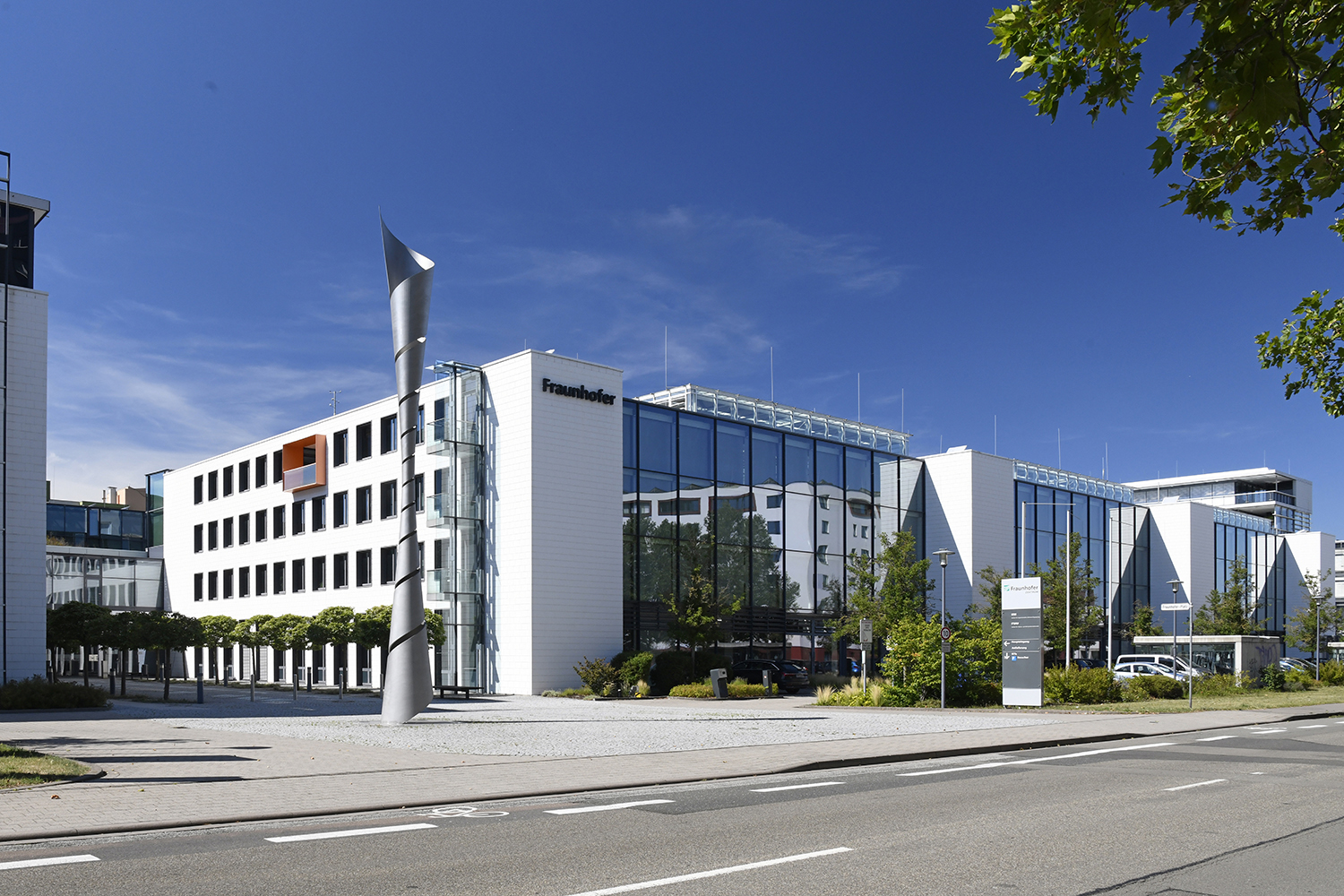
Fraunhofer-Institut für Techno- und Wirtschaftsmathematik ITWM Kaiserslautern
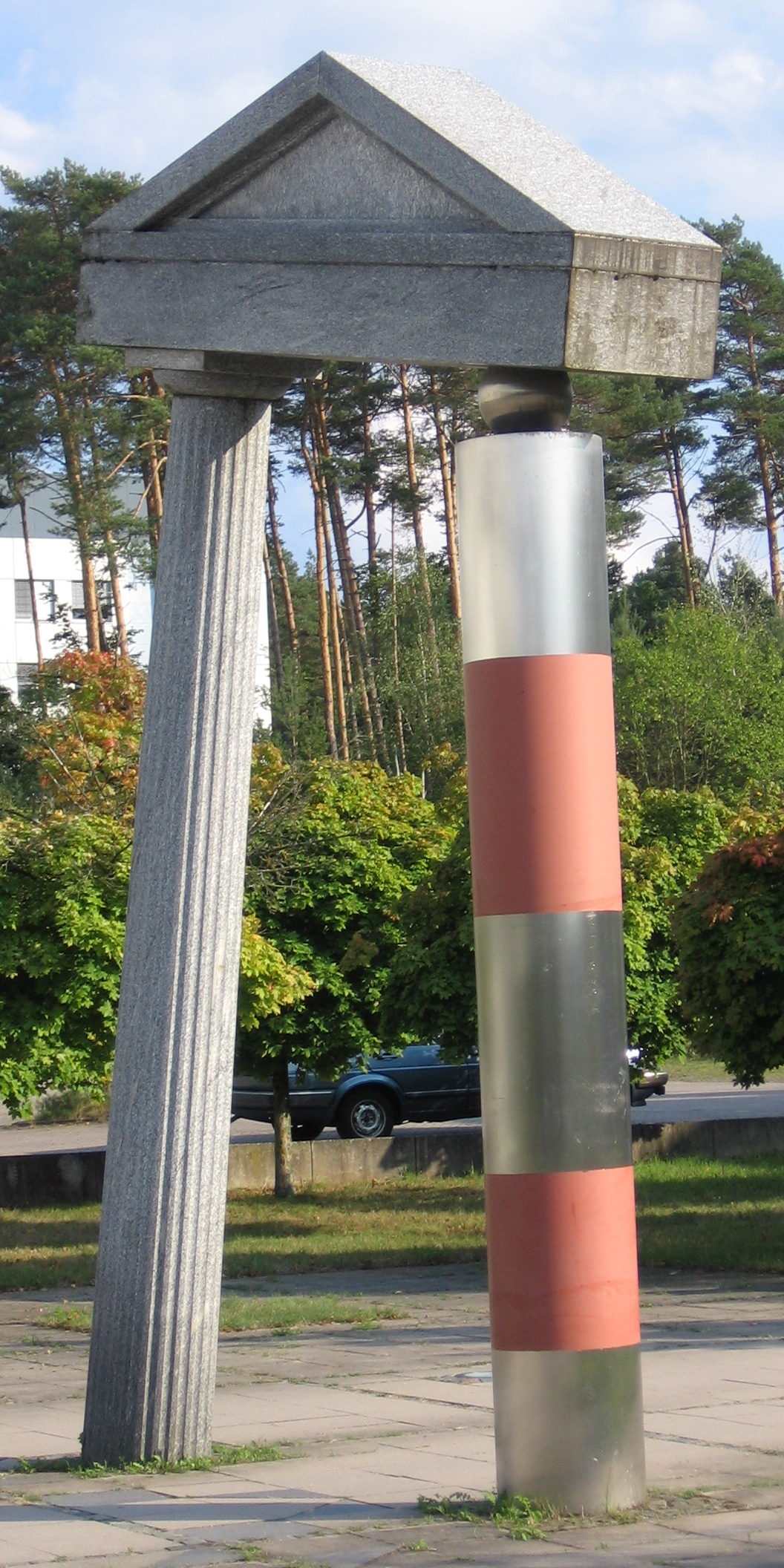
Tor der Wissenschaft

### Landau
Der Campus in Landau befindet sich im Nordwesten von Landau in der Pfalz inmitten der Fortanlagen. Neben diesem Hauptcampus gibt es insgesamt 14 zugehörige Außenstellen am RPTU-Universitätsstandort Landau. Diese Außenstellen befinden sich beispielsweise im Frank-Loebschen Haus, wo die ebenfalls von der Universität betriebene Friedensakademie Rheinland-Pfalz untergebracht ist, im Gebäude der einstigen Landauer Volksbank, in der ehemaligen französischen Schule, im Reduit und in der Roten Kaserne. Zudem zählen acht außerschulische Lernorte zum Campus in Landau.

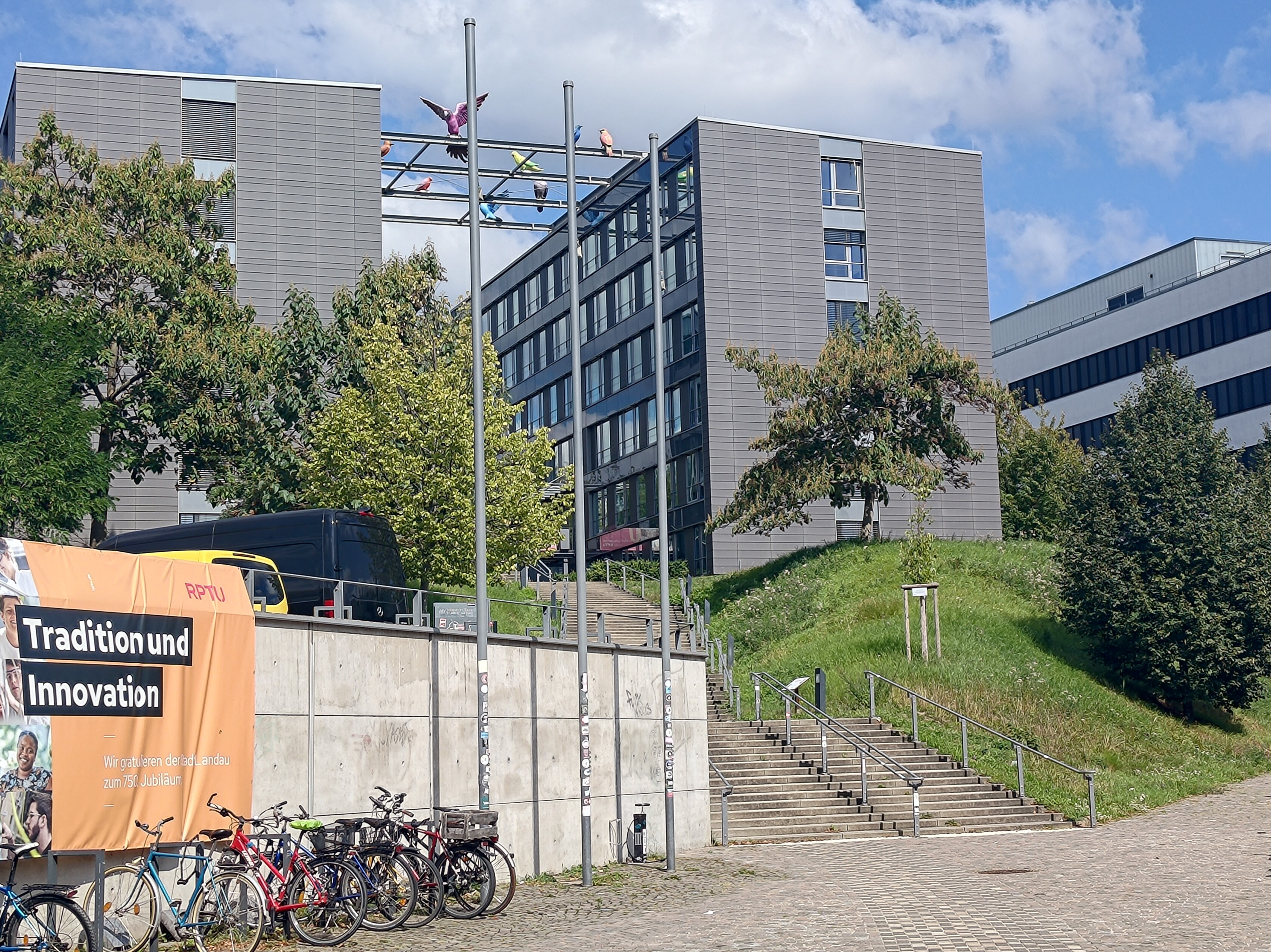
Aufgang zwischen den Gebäuden I und K am Campus Landau
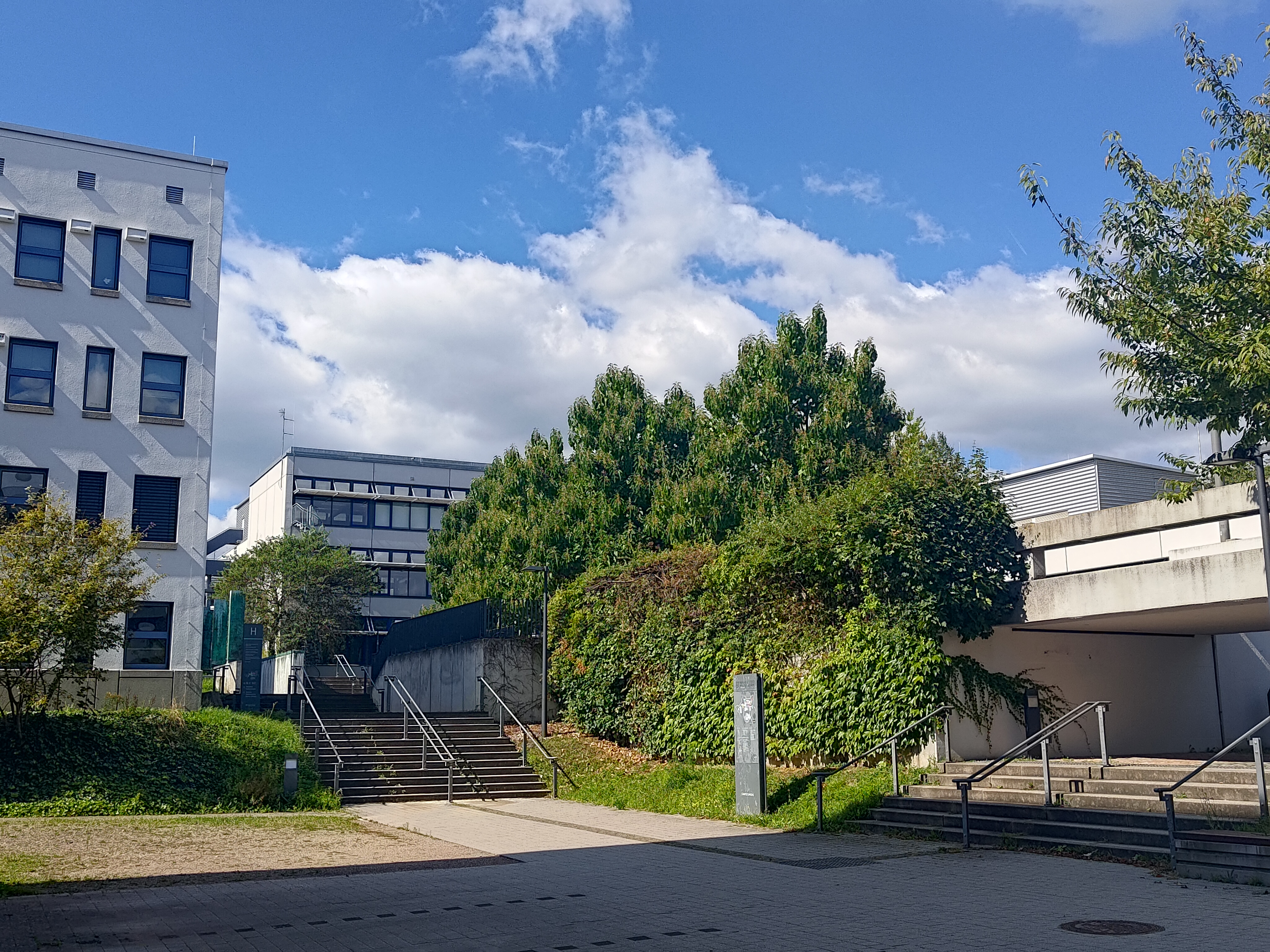
Blick auf die Gebäude H und C am Campus Landau
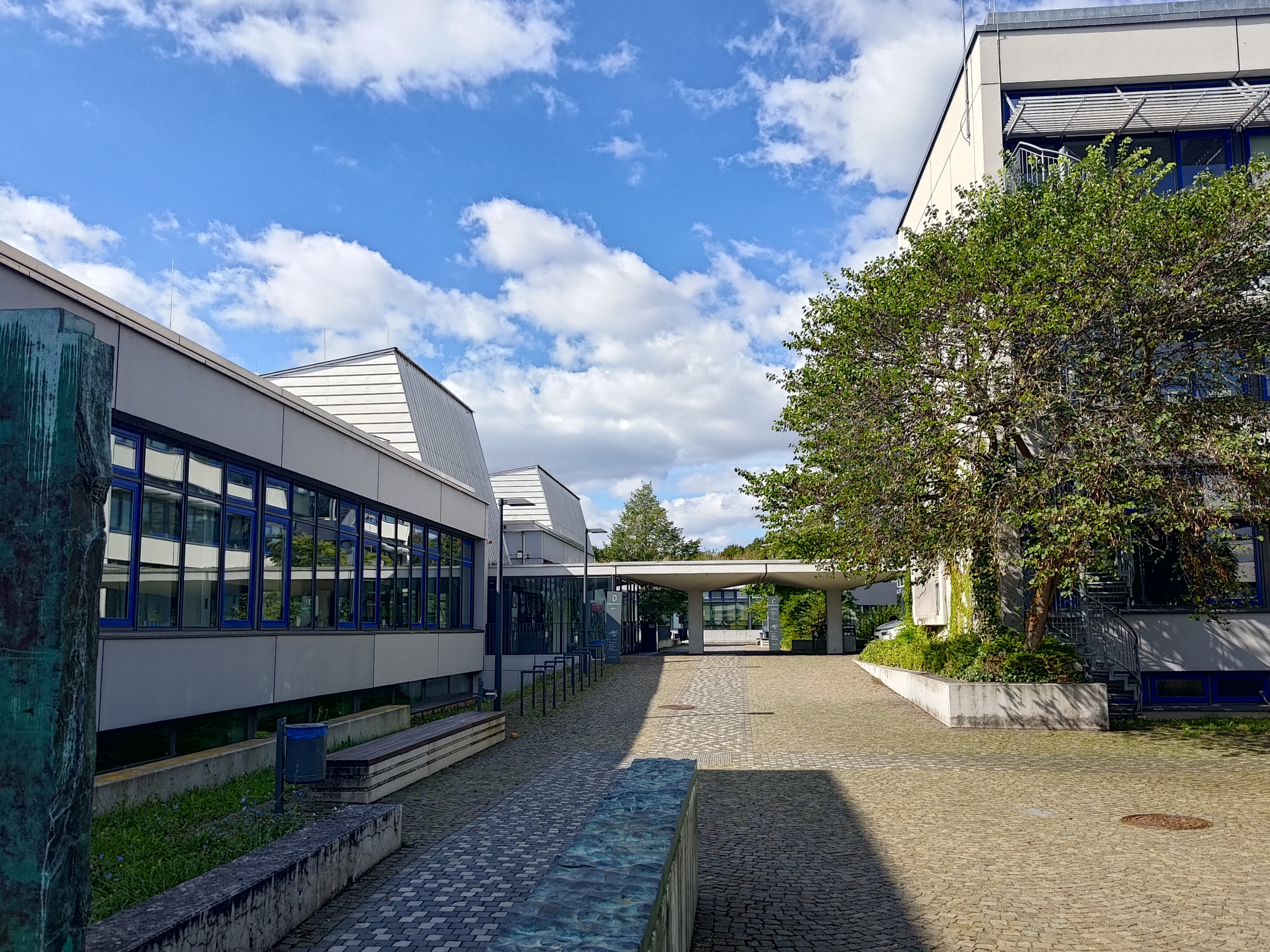
Blick auf die Gebäude D und C am Campus Landau

## Organisation

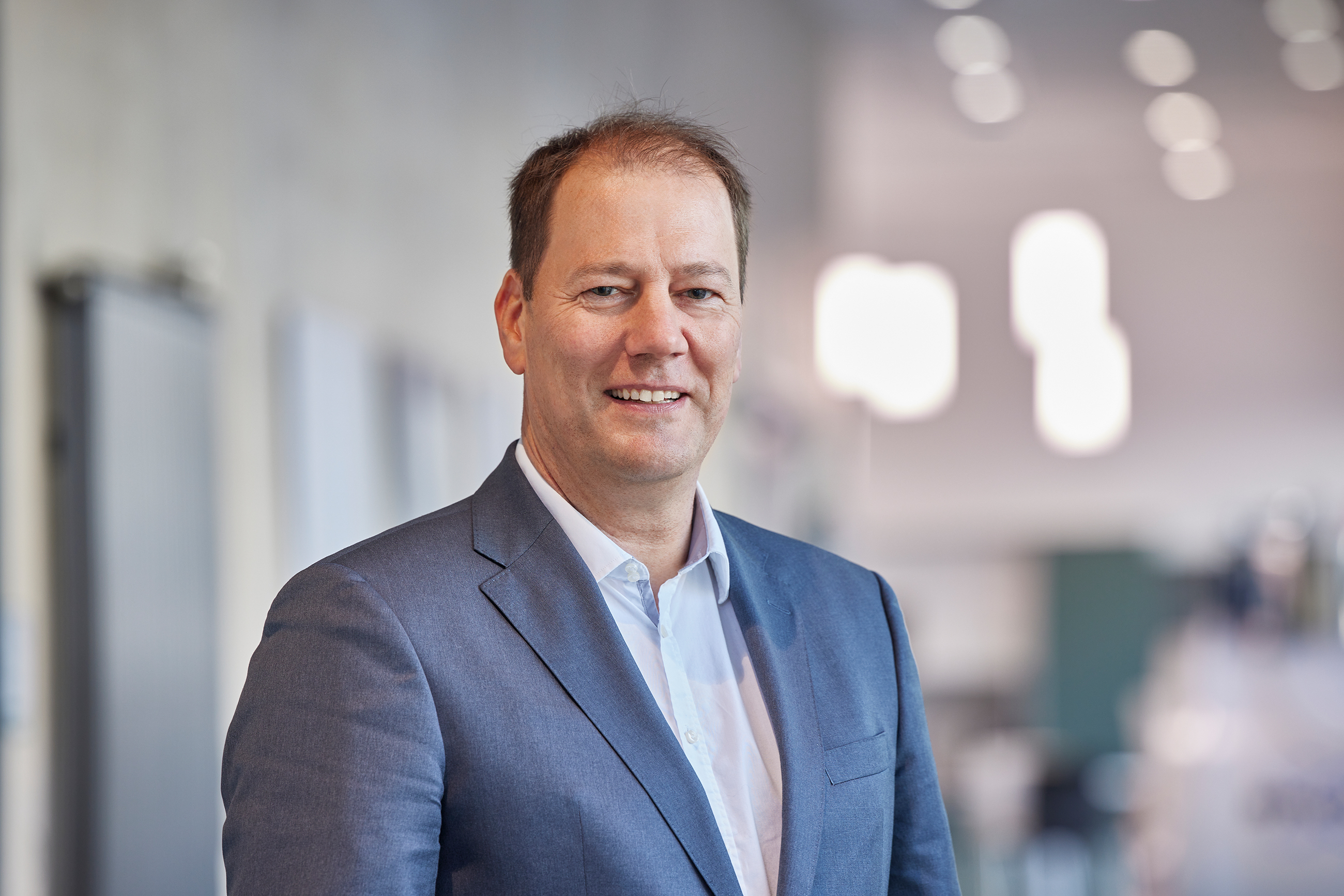
Malte Drescher, seit 2024 Präsident der RPTU

### Präsidenten
- 2023–2024 Arnd Poetzsch-Heffter und Gabriele Schaumann (Doppelspitze)[5]
- seit 2024 Malte Drescher[13]

### Fachbereiche
Die Universität ist in 16 Fachbereiche gegliedert:
- Architektur (Kaiserslautern)
- Bauingenieurwesen (Kaiserslautern)
- Biologie (Kaiserslautern)
- Chemie (Kaiserslautern)
- Elektro- und Informationstechnik (Kaiserslautern)
- Erziehungswissenschaften (Landau)
- Informatik (Kaiserslautern)
- Kultur- und Sozialwissenschaften (Landau)
- Maschinenbau und Verfahrenstechnik (Kaiserslautern)
- Mathematik (Kaiserslautern)
- Natur- und Umweltwissenschaften (Landau)
- Physik (Kaiserslautern)
- Psychologie (Landau)
- Raum- und Umweltplanung (Kaiserslautern)
- Sozialwissenschaften (Kaiserslautern)
- Wirtschaftswissenschaften (Kaiserslautern)

## Wissenschaftliche Einrichtungen und Institute

### Zentrale Einrichtungen
Neben den Fachbereichen gibt es an der Rheinland-Pfälzischen Technischen Universität Kaiserslautern-Landau eine Reihe von zentralen Einrichtungen. Diese Einrichtungen bieten Informationen und Dienstleistungen an, die für die gesamte Universität von Bedeutung sind und in vielen Fällen auch Brücken in die Gesellschaft schlagen. Dementsprechend werden die Angebote fächer- und fachbereichsübergreifend genutzt.

#### Distance and Independent Studies Center in Kaiserslautern
Das Distance and Independent Studies Center in Kaiserslautern (DISC) bietet Fernstudiengänge an. Es wurde an der TU Kaiserslautern im Jahr 1992 als Zentrum für Fernstudien und universitäre Weiterbildung gegründet. 2007 wurde das Fernstudienzentrum in Distance and International Studies Center umbenannt, dann 2010 in Distance and Independent Studies Center. 2022 waren etwa 4.200 Studierende aus Deutschland, deutschsprachigen Nachbarländern und aus Übersee eingeschrieben. Seit der Gründung haben über 15.000 Absolventinnen und Absolventen ein Fernstudium abgeschlossen. Zu den Fernstudienangeboten gehören Masterstudiengänge sowie kürzere Programme, die mit einem Zertifikat abschließen. Die Master- und Zertifikats-Fernstudiengänge der Sozial-, Wirtschafts-, Rechts-, Natur- und Ingenieurwissenschaften sind so konzipiert, dass sie neben dem Beruf und anderen Tätigkeiten erfolgreich absolviert werden können.

#### Friedensakademie Rheinland-Pfalz
Die Friedensakademie Rheinland-Pfalz ist eine friedenswissenschaftliche Einrichtung mit Schwerpunkten auf Umwelt- und Ressourcenkonflikte, Krisenprävention und zivile Konfliktbearbeitung sowie die Friedenspädagogik.

#### Zentrum für empirische pädagogische Forschung
Das Zentrum für empirische pädagogische Forschung (zepf) beschäftigt sich mit Fragestellungen der empirischen pädagogischen Forschung.

#### Zentrum für Lehrerbildung
Das Zentrum für Lehrerbildung (kurz: ZfL, in Kaiserslautern; ZLB, in Landau) an der RPTU ist die Schnittstelle zwischen den Institutionen der Lehrkräftebildung. Es übernimmt fachbereichsübergreifende Aufgaben bei der Konzeption und Organisation von lehramtsbezogenen Studiengängen und stellt die Verbindung zur berufspraktischen Ausbildung her.

#### Universitätsbibliothek
Die Universitätsbibliothek (UB) der RPTU umfasst mehrere Teilbibliotheken. Am Standort Landau befindet sich eine Bibliothek und am Standort Kaiserslautern gibt es eine Zentralbibliothek sowie acht dezentrale Bereichsbibliotheken, beispielsweise die Bereichsbibliothek Chemie sowie die der Mathematik/Physik. Zudem gibt es verschiedene Fachportale mit fachspezifischen Angeboten.
Gegründet wurde die Universitätsbibliothek Kaiserslautern im Jahr 1970 mit der Neugründung der Doppeluniversität Trier-Kaiserslautern. Mit dem Bau der Zentralbibliothek Kaiserslautern wurde 1983 begonnen. Im Jahr 1986 wurde das Gebäude der Zentralbibliothek fertiggestellt und eingeweiht.

#### Weitere zentrale Einrichtungen
- CampusKultur
- Frank-Loeb-Institut
- International School for Graduate Studies (ISGS)
- Kompetenzzentrum für Studium und Beruf
- Zentrum für Methoden, Diagnostik und Evaluation
- Regionales Hochschulrechenzentrum Kaiserslautern-Landau (RHRZ)
- Zentrum für Bildung und Forschung an Außerschulischen Lernorten (ZentrAL)
- Zentrum für Graduiertenförderung und akademische Personalentwicklung (ZGaPL)
- Zentrum für Hochschullehre und -didaktik (ZHDL)
- Zentrum für Innovation und Digitalisierung in Studium und Lehre (ZIDiS)
- Zentrum für Kultur- und Wissensdialog (ZKW)
- Zentrum für Sport, Gesundheit & Wohlbefinden

### Institute
Die RPTU Kaiserslautern-Landau kooperiert mit verschiedenen Studien- und Forschungseinrichtungen, welche zur RPTU als Institute assoziiert sind.

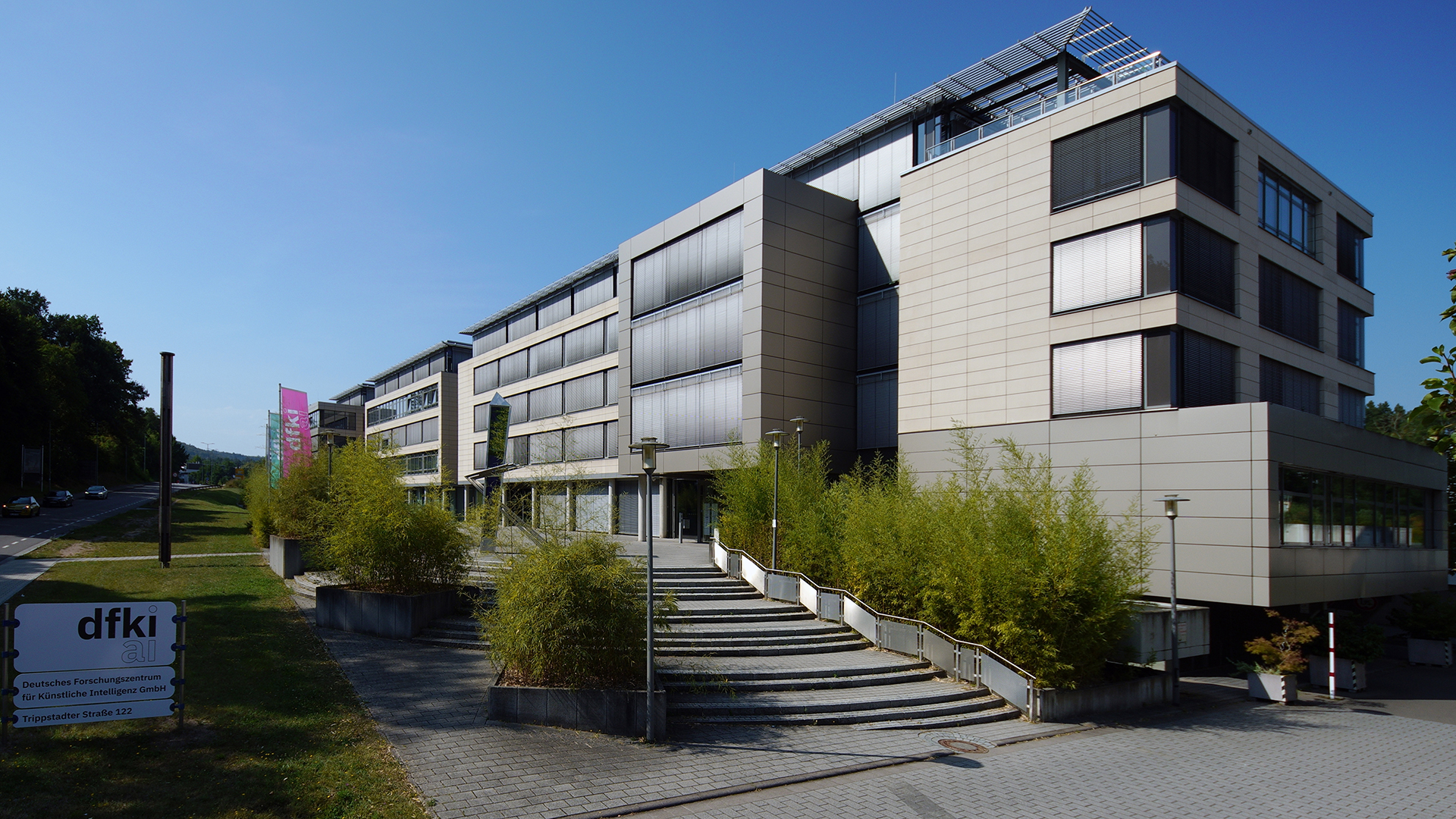
DFKI-Firmensitz in Kaiserslautern

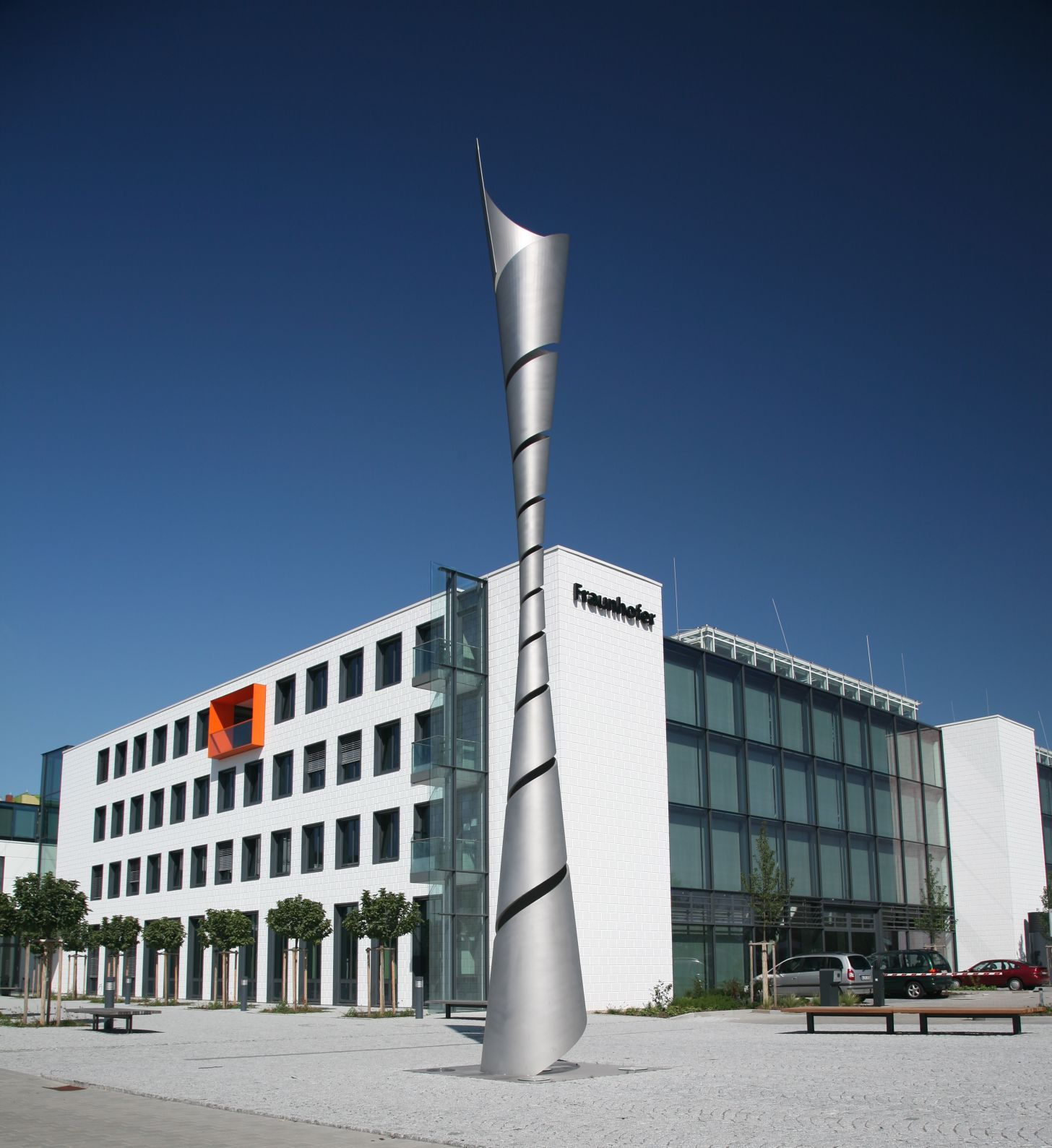
Fraunhofer-Zentrum Kaiserslautern

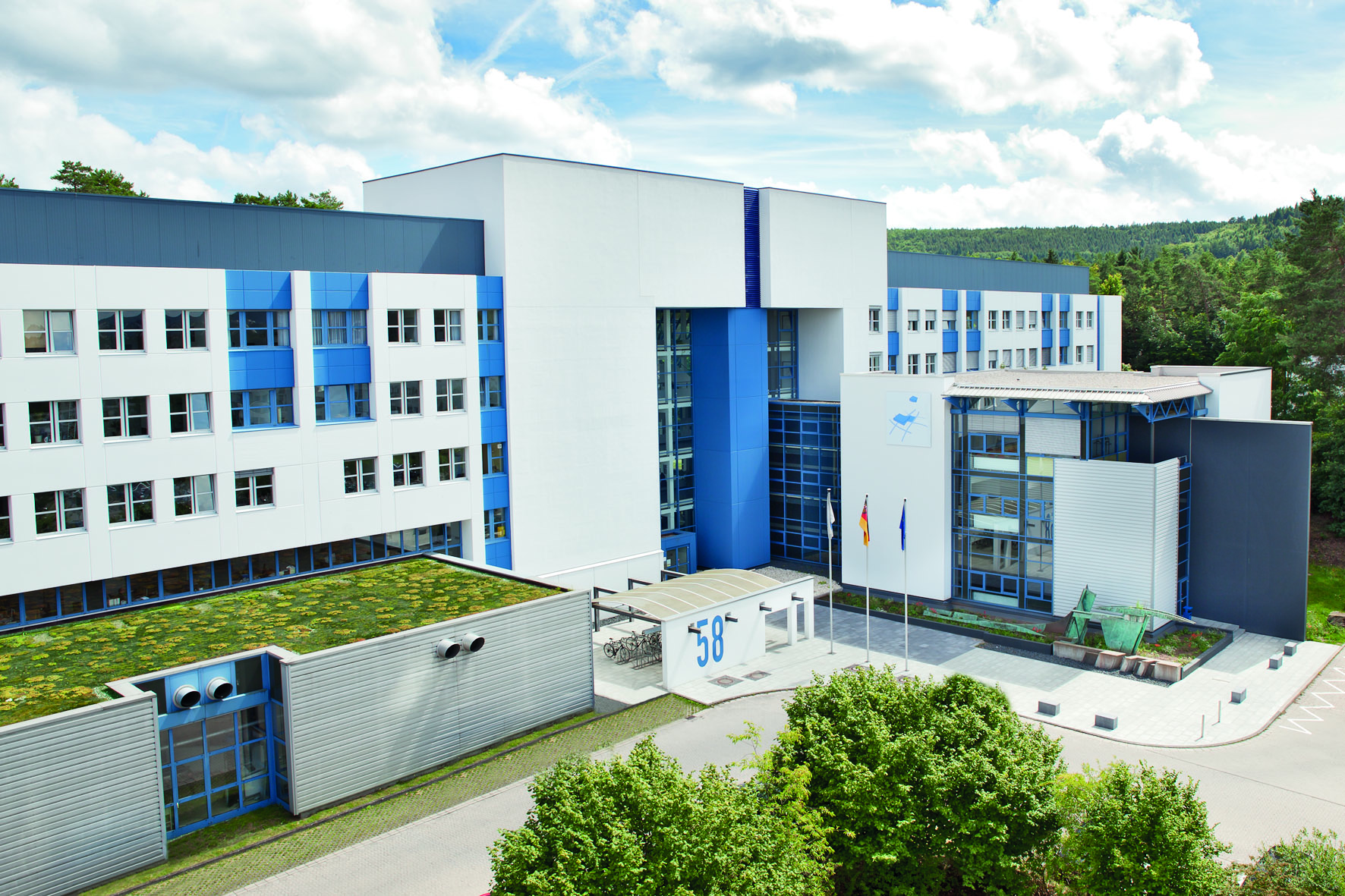
IVW-Hauptgebäude auf dem Campus Kaiserslautern der RPTU

- Die Forschung des Deutschen Forschungszentrums für Künstliche Intelligenz (DFKI), das einen Standort in Kaiserslautern unterhält, deckt das gesamte Spektrum von anwendungsorientierter Grundlagenforschung bis hin zur markt- und kundenorientierten Entwicklung von Produktfunktionen im Bereich der Informations- und Kommunikationstechnologie ab.[34]
- Das Fraunhofer-Institut für Experimentelles Software Engineering IESE in Kaiserslautern ist eine Forschungseinrichtung auf dem Gebiet des Software- und Systems-Engineerings sowie des Innovation Engineerings.[35]
- Das Fraunhofer-Institut für Techno- und Wirtschaftsmathematik (ITWM) mit Sitz in Kaiserslautern betreibt Forschung und Entwicklung in den Ingenieur- und Naturwissenschaften.[36]
- Am Institut für Oberflächen und Schichtanalytik (IFOS) wird Forschung und Entwicklung sowohl auf dem Gebiet der instrumentellen Oberflächen- und Schichtanalytik als auch im praxisrelevanten Einsatz oberflächensensitiver Analysemethoden betrieben.[37]
- Das Institut für Technologie und Arbeit (ITA) ist eine arbeits-, sozial- und wirtschaftswissenschaftliche Forschungseinrichtung.[38]
- Das Leibniz-Institut für Verbundwerkstoffe (IVW) ist eine gemeinnützige Forschungseinrichtung, in der zu Grundlagen für zukünftige Anwendungen von Verbundwerkstoffen geforscht wird.[39]
- Das Max-Planck-Institut für Softwaresysteme (MPI-SWS) mit Standorten in Saarbrücken und Kaiserslautern soll die wissenschaftlichen Grundlagen komplexer Softwaresysteme erforschen.[40]

## Studium
Die RPTU, die einzige Technische Universität in Rheinland-Pfalz, ist die zweitgrößte akademische Einrichtung des Bundeslandes. Es werden insgesamt 147 Studiengänge angeboten (Stand 2024). Davon sind 52 Bachelor-Studiengänge, 64 Master-Studiengänge, 20 Fernstudienprogramme sowie 4 Zertifikate und 7 Lehramtsstudiengänge. Die Universität bietet außerdem englischsprachige Master-Studiengänge und Kurse an.
In Rheinland-Pfalz werden für das Erststudium keine Studiengebühren erhoben. Für das Zweit- oder Seniorenstudium werden Studiengebühren in Höhe von 700 Euro pro Semester erhoben. Der Sozialbeitrag/Semesterbeitrag beläuft sich für das Sommersemester 2025 am Standort Kaiserslautern auf 316,40 Euro (für Präsenzstudierende) bzw. auf 140,00 Euro (für Fernstudierende) und am Standort Landau auf 316,40 Euro (nur Präsenzstudierende).

### Studiengänge
Die Rheinland-Pfälzische Technische Universität Kaiserslautern-Landau verleiht folgende akademische Grade für ihre grundständigen und weiterführenden Studiengänge:
- Bachelor of Arts (B.A.)
- Bachelor of Education (B.Ed.)
- Bachelor of Science (B.Sc.)
- Master of Arts (M.A.)
- Master of Education (M.Ed.)
- Master of Science (M.Sc.)
- Master of Engineering (M.Eng.)
- Master of Laws (LL.M.)

| Liste der Ein-Fach-Bachelorstudiengänge                                                    | Liste der Ein-Fach-Bachelorstudiengänge                                     |  |
| Standort Kaiserslautern                                                                    | Standort Landau                                                             |  |
| A                                                                                          | A                                                                           |  |
| ------------------------------------------------------------------------------------------ | --------------------------------------------------------------------------- |  |
| Architektur (Ein-Fach-Bachelor)                                                            |                                                                             |  |
| B                                                                                          |                                                                             |  |
| Bauingenieurwesen (Ein-Fach-Bachelor)                                                      |                                                                             |  |
| Betriebswirtschaftslehre (Ein-Fach-Bachelor)                                               |                                                                             |  |
| Betriebswirtschaftslehre mit technischer Qualifikation (Ein-Fach-Bachelor)                 |                                                                             |  |
| Biophysik (Ein-Fach-Bachelor)                                                              |                                                                             |  |
| Bio- und Chemieingenieurwissenschaften (Ein-Fach-Bachelor)                                 |                                                                             |  |
| C                                                                                          |                                                                             |  |
| Chemie (Ein-Fach-Bachelor)                                                                 |                                                                             |  |
| Chemie mit Schwerpunkt Wirtschaftswissenschaften (Ein-Fach-Bachelor)                       |                                                                             |  |
| E                                                                                          |                                                                             |  |
| Elektrotechnik und Informationstechnik (Ein-Fach-Bachelor)                                 | Erziehungswissenschaften (Ein-Fach-Bachelor)                                |  |
| Energie- und Verfahrenstechnik (Ein-Fach-Bachelor)                                         |                                                                             |  |
| I                                                                                          |                                                                             |  |
| Immobilien und Facilities – Management und Technik (Ein-Fach-Bachelor)                     |                                                                             |  |
| Informatik (Ein-Fach-Bachelor)                                                             |                                                                             |  |
| Integrative Sozialwissenschaft (Ein-Fach-Bachelor)                                         |                                                                             |  |
| L                                                                                          |                                                                             |  |
| Lebensmittelchemie (Ein-Fach-Bachelor)                                                     |                                                                             |  |
| M                                                                                          |                                                                             |  |
| Maschinenbau (Ein-Fach-Bachelor)                                                           | Mensch und Umwelt: Psychologie, Kommunikation, Ökonomie (Ein-Fach-Bachelor) |  |
| Maschinenbau mit BWL (Ein-Fach-Bachelor)                                                   |                                                                             |  |
| Mathematik (Ein-Fach-Bachelor)                                                             |                                                                             |  |
| Medien- und Kommunikationstechnik (Ein-Fach-Bachelor)                                      |                                                                             |  |
| Molekulare Biologie (Ein-Fach-Bachelor)                                                    |                                                                             |  |
| P                                                                                          |                                                                             |  |
| Physik (Ein-Fach-Bachelor)                                                                 | Psychologie (Ein-Fach-Bachelor)                                             |  |
| R                                                                                          |                                                                             |  |
| Raumplanung (Ein-Fach-Bachelor)                                                            |                                                                             |  |
| S                                                                                          |                                                                             |  |
| Sozioinformatik (Ein-Fach-Bachelor)                                                        | Sozial- und Kommunikationswissenschaften (Ein-Fach-Bachelor)                |  |
| Sportwissenschaft und Gesundheit (Ein-Fach-Bachelor)                                       |                                                                             |  |
| T                                                                                          |                                                                             |  |
| TechnoPhysik (Ein-Fach-Bachelor)                                                           |                                                                             |  |
| U                                                                                          |                                                                             |  |
|                                                                                            | Umweltwissenschaften (Ein-Fach-Bachelor)                                    |  |
| W                                                                                          |                                                                             |  |
| Wirtschaftsingenieurwesen, Fachrichtung Chemie (Ein-Fach-Bachelor)                         |                                                                             |  |
| Wirtschaftsingenieurwesen, Fachrichtung Elektrotechnik (Ein-Fach-Bachelor)                 |                                                                             |  |
| Wirtschaftsingenieurwesen, Fachrichtung Energie- und Verfahrenstechnik (Ein-Fach-Bachelor) |                                                                             |  |
| Wirtschaftsingenieurwesen, Fachrichtung Informatik (Ein-Fach-Bachelor)                     |                                                                             |  |
| Wirtschaftsingenieurwesen, Fachrichtung Maschinenbau (Ein-Fach-Bachelor)                   |                                                                             |  |
| Wirtschaftsmathematik (Ein-Fach-Bachelor)                                                  |                                                                             |  |

| Liste der Fächer im Zwei-Fach-Bachelorstudium | Liste der Fächer im Zwei-Fach-Bachelorstudium              |
| Standort Kaiserslautern                       | Standort Landau                                            |
| A                                             | A                                                          |
| --------------------------------------------- | ---------------------------------------------------------- |
|                                               | Allgemeine Erziehungswissenschaft (Zwei-Fach-Bachelor)     |
|                                               | Anglistik (Zwei-Fach-Bachelor)                             |
| B                                             |                                                            |
|                                               | Betriebspädagogik/Personalentwicklung (Zwei-Fach-Bachelor) |
| E                                             |                                                            |
|                                               | Evangelische Theologie (Zwei-Fach-Bachelor)                |
| F                                             |                                                            |
|                                               | Frankreich-Studien (Zwei-Fach-Bachelor)                    |
| G                                             |                                                            |
|                                               | Geographie: Landnutzungskonflikte (Zwei-Fach-Bachelor)     |
|                                               | Germanistik (Zwei-Fach-Bachelor)                           |
| K                                             |                                                            |
|                                               | Katholische Theologie (Zwei-Fach-Bachelor)                 |
|                                               | Kunstwissenschaft und Bildende Kunst (Zwei-Fach-Bachelor)  |
| M                                             |                                                            |
|                                               | Mathematik (Zwei-Fach-Bachelor)                            |
| O/Ö                                           |                                                            |
|                                               | Ökologie (Zwei-Fach-Bachelor)                              |
| P                                             |                                                            |
|                                               | Philosophie (Zwei-Fach-Bachelor)                           |
|                                               | Physik (Zwei-Fach-Bachelor)                                |
|                                               | Politikwissenschaft (Zwei-Fach-Bachelor)                   |
| S                                             |                                                            |
|                                               | Soziologie (Zwei-Fach-Bachelor)                            |
|                                               | Sportwissenschaft (Zwei-Fach-Bachelor)                     |
| U                                             |                                                            |
|                                               | Umweltchemie (Zwei-Fach-Bachelor)                          |
| W                                             |                                                            |
|                                               | Wirtschaftswissenschaft (Zwei-Fach-Bachelor)               |

| Liste der Fächer im Lehramtsstudium                                 | Liste der Fächer im Lehramtsstudium                                     |
| Standort Kaiserslautern                                             | Standort Landau                                                         |
| Lehramt an Grundschulen                                             | Lehramt an Grundschulen                                                 |
| ------------------------------------------------------------------- | ----------------------------------------------------------------------- |
|                                                                     | Bildende Kunst (Lehramt Grundschule)                                    |
|                                                                     | Biologie (Lehramt Grundschule)                                          |
|                                                                     | Chemie (Lehramt Grundschule)                                            |
|                                                                     | Deutsch (Lehramt Grundschule)                                           |
|                                                                     | Englisch (Lehramt Grundschule)                                          |
|                                                                     | Ethik (Lehramt Grundschule)                                             |
|                                                                     | Evangelische Religionslehre (Lehramt Grundschule)                       |
|                                                                     | Französisch (Lehramt Grundschule)                                       |
|                                                                     | Geographie (Lehramt Grundschule)                                        |
|                                                                     | Katholische Religionslehre (Lehramt Grundschule)                        |
|                                                                     | Mathematik (Lehramt Grundschule)                                        |
|                                                                     | Physik (Lehramt Grundschule)                                            |
|                                                                     | Sozialkunde (Lehramt Grundschule)                                       |
|                                                                     | Sport (Lehramt Grundschule)                                             |
|                                                                     | Wirtschaft und Arbeit (Lehramt Grundschule)                             |
| Lehramt an Realschulen plus und Gymnasien                           |                                                                         |
| Biologie (Lehramt Realschule + und Gymnasium)                       | Bildende Kunst (Lehramt Realschule + und Gymnasium)                     |
| Chemie (Lehramt Realschule + und Gymnasium)                         | Biologie (Lehramt Realschule + und Gymnasium)                           |
| Geografie (Lehramt Realschule + und Gymnasium)                      | Chemie (Lehramt Realschule + und Gymnasium)                             |
| Informatik (Lehramt Realschule + und Gymnasium)                     | Deutsch (Lehramt Realschule + und Gymnasium)                            |
| Mathematik (Lehramt Realschule + und Gymnasium)                     | Englisch (Lehramt Realschule + und Gymnasium)                           |
| Physik (Lehramt Realschule + und Gymnasium)                         | Ethik (Lehramt Realschule +)                                            |
| Sozialkunde (Lehramt Realschule + und Gymnasium)                    | Evangelische Religionslehre (Lehramt Realschule + und Gymnasium)        |
| Sport (Lehramt Realschule + und Gymnasium)                          | Französisch (Lehramt Realschule + und Gymnasium)                        |
|                                                                     | Geografie (Lehramt Realschule + und Gymnasium)                          |
|                                                                     | Katholische Religionslehre (Lehramt Realschule +)                       |
|                                                                     | Mathematik (Lehramt Realschule + und Gymnasium)                         |
|                                                                     | Philosophie / Ethik (Lehramt Gymnasium)                                 |
|                                                                     | Physik (Lehramt Realschule + und Gymnasium)                             |
|                                                                     | Sozialkunde (Lehramt Realschule + und Gymnasium)                        |
|                                                                     | Sport (Lehramt Realschule + und Gymnasium)                              |
|                                                                     | Wirtschaft und Arbeit (Lehramt Realschule +)                            |
| Lehramt an Berufsbildenden Schulen                                  |                                                                         |
| Automatisierungstechnik (Lehramt Berufsbildende Schulen, Zweitfach) |                                                                         |
| Bautechnik (Lehramt Berufsbildende Schulen)                         |                                                                         |
| Biologie (Lehramt Berufsbildende Schulen)                           |                                                                         |
| Chemie (Lehramt Berufsbildende Schulen)                             |                                                                         |
| Elektrotechnik (Lehramt Berufsbildende Schulen)                     |                                                                         |
| Geographie (Lehramt Berufsbildende Schulen)                         |                                                                         |
| Gesundheit (Lehramt Berufsbildende Schulen)                         |                                                                         |
| Holztechnik (Lehramt Berufsbildende Schulen)                        |                                                                         |
| Informatik (Lehramt Berufsbildende Schulen)                         |                                                                         |
| Informationstechnik / Informatik (Lehramt Berufsbildende Schulen)   |                                                                         |
| Mathematik (Lehramt Berufsbildende Schulen)                         |                                                                         |
| Medientechnik (Lehramt Berufsbildende Schulen, Zweitfach)           |                                                                         |
| Metalltechnik (Lehramt Berufsbildende Schulen)                      |                                                                         |
| Physik (Lehramt Berufsbildende Schulen)                             |                                                                         |
| Sozialkunde (Lehramt Berufsbildende Schulen)                        |                                                                         |
| Sport (Lehramt Berufsbildende Schulen)                              |                                                                         |
| Wirtschaft (Lehramt Berufsbildende Schulen)                         |                                                                         |
| Lehramt an Förderschulen                                            |                                                                         |
|                                                                     | Bildende Kunst (Lehramt Förderschule)                                   |
|                                                                     | Biologie (Lehramt Förderschule)                                         |
|                                                                     | Chemie (Lehramt Förderschule)                                           |
|                                                                     | Deutsch (Lehramt Förderschule)                                          |
|                                                                     | Englisch (Lehramt Förderschule)                                         |
|                                                                     | Ethik (Lehramt Förderschule)                                            |
|                                                                     | Evangelische Religionslehre (Lehramt Förderschule)                      |
|                                                                     | Französisch (Lehramt Förderschule)                                      |
|                                                                     | Geographie (Lehramt Förderschule)                                       |
|                                                                     | Katholische Religionslehre (Lehramt Förderschule)                       |
|                                                                     | Mathematik (Lehramt Förderschule)                                       |
|                                                                     | Physik (Lehramt Förderschule)                                           |
|                                                                     | Sozialkunde (Lehramt Förderschule)                                      |
|                                                                     | Sport (Lehramt Förderschule)                                            |
|                                                                     | Wirtschaft und Arbeit (Lehramt Förderschule)                            |
| Lehramtsbezogener Zertifikatsstudiengang                            |                                                                         |
| Bautechnik (Erweiterungsfach Lehramt BBS)                           | Bildende Kunst (Erweiterungsfach Lehramt Grund, FöS, Real+, Gym)        |
| Biologie (Erweiterungsfach Lehramt Real+, Gym, BBS)                 | Biologie (Erweiterungsfach Lehramt Grund, FöS, Real+, Gym)              |
| Chemie (Erweiterungsfach Lehramt Real+, Gym, BBS)                   | Chemie (Erweiterungsfach Lehramt Grund, FöS, Real+, Gym)                |
| Elektrotechnik (Erweiterungsfach Lehramt BBS)                       | Darstellendes Spiel (Erweiterungsfach Lehramt Real+, Gym)               |
| Geografie (Erweiterungsfach Lehramt Real+, Gym, BBS)                | Englisch (Erweiterungsfach Lehramt Grund, FöS, Real+, Gym)              |
| Gesundheit (Erweiterungsfach Lehramt BBS)                           | Französisch (Erweiterungsfach Lehramt Grund, FöS, Real+, Gym)           |
| Holztechnik (Erweiterungsfach Lehramt BBS)                          | Geographie (Erweiterungsfach Lehramt Grund, FöS, Real+, Gym)            |
| Informatik (Erweiterungsfach Lehramt Real+, Gym, BBS)               | Katholische Religionslehre (Erweiterungsfach Lehramt Grund, FöS, Real+) |
| Informationstechnik / Informatik (Erweiterungsfach Lehramt BBS)     | Mathematik (Erweiterungsfach Lehramt Grund, FöS, Real+, Gym)            |
| Mathematik (Erweiterungsfach Lehramt Real+, Gym, BBS)               | Physik (Erweiterungsfach Lehramt Grund, FöS, Real+, Gym)                |
| Metalltechnik (Erweiterungsfach Lehramt BBS)                        | Sozialkunde (Erweiterungsfach Lehramt Grund, FöS, Real+, Gym)           |
| Physik (Erweiterungsfach Lehramt Real+, Gym, BBS)                   | Sport (Erweiterungsfach Lehramt Grund, FöS, Real+, Gym)                 |
| Sozialkunde (Erweiterungsfach Lehramt Real+, Gym, BBS)              | Wirtschaft und Arbeit (Erweiterungsfach Lehramt Grund, FöS, Real+)      |
| Sport (Erweiterungsfach Lehramt Real+, Gym, BBS)                    |                                                                         |

| Liste der Diplomstudiengänge | Liste der Diplomstudiengänge |
| Standort Kaiserslautern      | Standort Landau              |
| A                            | A                            |
| ---------------------------- | ---------------------------- |
| Architektur (Diplom)         |                              |

| Liste der Masterstudiengänge                                                                    | Liste der Masterstudiengänge                                   |
| Standort Kaiserslautern                                                                         | Standort Landau                                                |
| A                                                                                               | A                                                              |
| ----------------------------------------------------------------------------------------------- | -------------------------------------------------------------- |
| Architektur (Master)                                                                            |                                                                |
| B                                                                                               |                                                                |
| Bauingenieurwesen – Infrastruktur Wasser und Mobilität (Master)                                 |                                                                |
| Bauingenieurwesen – Konstruktiver Ingenieurbau (Master)                                         |                                                                |
| Betriebswirtschaftslehre (Master)                                                               |                                                                |
| Betriebswirtschaftslehre mit technischer Qualifikation (Master)                                 |                                                                |
| Biophysik (Master)                                                                              |                                                                |
| Bio- und Chemieingenieurwissenschaften (Master)                                                 |                                                                |
| C                                                                                               |                                                                |
| Chemie (Master)                                                                                 |                                                                |
| Cognitive Science (Master)                                                                      |                                                                |
| Commercial Vehicle Technology (Master)                                                          |                                                                |
| Computational Engineering (Master)                                                              |                                                                |
| E                                                                                               |                                                                |
| Elektrotechnik und Informationstechnik (Master)                                                 | Environmental Challenges and Human Responses (Master)          |
| Energie- und Verfahrenstechnik (Master)                                                         | Erziehungswissenschaft (Master)                                |
| Environmental Challenges and Human Responses (Master)                                           | Environmental Pollution Management (Ecotoxicology) (Master)    |
|                                                                                                 | Environmental Sciences (Master)                                |
| F                                                                                               |                                                                |
| Fahrzeugtechnik (Master)                                                                        |                                                                |
| H                                                                                               |                                                                |
| Human Resource Management & Organizational Behavior (Master)                                    | Human Resource Management & Organizational Behavior (Master)   |
| I                                                                                               |                                                                |
| Immobilien und Facilities – Management und Technik (Master)                                     |                                                                |
| Informatik (Master)                                                                             |                                                                |
| Integrative Sozialwissenschaft (Master)                                                         |                                                                |
| L                                                                                               |                                                                |
| Lebensmittelchemie (Master)                                                                     |                                                                |
| M                                                                                               |                                                                |
| Maschinenbau mit angewandter Informatik (Master)                                                |                                                                |
| Maschinenbau mit BWL (Master)                                                                   |                                                                |
| Materialwissenschaften und Werkstofftechnik (Master)                                            |                                                                |
| Mathematik (Master)                                                                             |                                                                |
| P                                                                                               |                                                                |
| Physik (Master)                                                                                 | Praktische Philosophie (Master)                                |
| Politikwissenschaft (Master)                                                                    | Psychologie (Master)                                           |
| Produktentwicklung im Maschinenbau (Master)                                                     | Psychologie: Klinische Psychologie und Psychotherapie (Master) |
| Produktionstechnik (Master)                                                                     |                                                                |
| R                                                                                               |                                                                |
| Räumliche Umweltplanung (Master)                                                                |                                                                |
| S                                                                                               |                                                                |
| Sozioinformatik (Master)                                                                        | Sozial- und Kommunikationswissenschaften (Master)              |
| Soziologie und Empirische Sozialforschung mit Schwerpunkt Computational Social Science (Master) |                                                                |
| Stadtplanung (Master)                                                                           |                                                                |
| Stadt- und Regionalentwicklung (Master)                                                         |                                                                |
| T                                                                                               |                                                                |
| Technomathematik (Master)                                                                       |                                                                |
| TechnoPhysik (Master)                                                                           |                                                                |
| Toxikologie (Master)                                                                            |                                                                |
| U                                                                                               |                                                                |
| Umweltingenieurwesen (Master)                                                                   |                                                                |
| W                                                                                               |                                                                |
| Wirtschaftschemie (Master)                                                                      |                                                                |
| Wirtschaftsingenieurwesen, Fachrichtung Chemie (Master)                                         |                                                                |
| Wirtschaftsingenieurwesen, Fachrichtung Elektrotechnik (Master)                                 |                                                                |
| Wirtschaftsingenieurwesen, Fachrichtung Energie- und Verfahrenstechnik (Master)                 |                                                                |
| Wirtschaftsingenieurwesen, Fachrichtung Informatik (Master)                                     |                                                                |
| Wirtschaftsingenieurwesen, Fachrichtung Maschinenbau (Master)                                   |                                                                |
| Wirtschaftsmathematik (Master)                                                                  |                                                                |

| Liste der weiterbildenden Studiengänge (meist Fernstudium)            | Liste der weiterbildenden Studiengänge (meist Fernstudium)                       |
| Standort Kaiserslautern                                               | Standort Landau                                                                  |
| A                                                                     | A                                                                                |
| --------------------------------------------------------------------- | -------------------------------------------------------------------------------- |
| Aktualisierungskurs Strahlenschutz (Zertifikat)                       | Ausbildung in Kinder- und Jugendlichenpsychotherapie (Examen)                    |
| Applied Financial Mathematics (Zertifikat)                            |                                                                                  |
| B                                                                     |                                                                                  |
| Baulicher Brandschutz (Zertifikat)                                    |                                                                                  |
| Betriebswirtschaft und Management (Master)                            |                                                                                  |
| Brandschutzplanung (Master)                                           |                                                                                  |
| D                                                                     |                                                                                  |
| Digital Management (Zertifikat)                                       |                                                                                  |
| E                                                                     |                                                                                  |
| Erwachsenenbildung (Master)                                           |                                                                                  |
| F                                                                     |                                                                                  |
| Financial Engineering (Master)                                        |                                                                                  |
| L                                                                     |                                                                                  |
| Leadership (Master)                                                   |                                                                                  |
| Lern- und Entwicklungsauffälligkeiten im Kindesalter (Zertifikat)     |                                                                                  |
| M                                                                     |                                                                                  |
| Management von Gesundheits- und Sozialeinrichtungen (Master)          |                                                                                  |
| Management von Kultur- und Non-Profit-Organisationen (Master)         |                                                                                  |
| Master (Blended Learning) of Evaluation (MABLE)                       |                                                                                  |
| Medizinische Physik (Master)                                          |                                                                                  |
| Medizinische Physik und Technik (Zertifikat)                          |                                                                                  |
| N                                                                     |                                                                                  |
| Nachhaltige Entwicklungszusammenarbeit (Master)                       |                                                                                  |
| O                                                                     |                                                                                  |
| Organisationsentwicklung (Master)                                     |                                                                                  |
| Organisation und Kommunikation (Master)                               |                                                                                  |
| P                                                                     |                                                                                  |
| Personalentwicklung (Master)                                          |                                                                                  |
| Psychologie kindlicher Lern- und Entwicklungsauffälligkeiten (Master) |                                                                                  |
| S                                                                     |                                                                                  |
| Schulmanagement (Master)                                              |                                                                                  |
| Software Engineering for Embedded Systems (Master)                    |                                                                                  |
| Systemische Beratung (Master)                                         |                                                                                  |
| W                                                                     |                                                                                  |
| Wirtschaftsrecht für die Unternehmenspraxis (Master)                  | Weiterbildungsstudiengang Psychologische Psychotherapie (Examen, Präsenzstudium) |

| Liste der internationalen Studiengänge                         | Liste der internationalen Studiengänge                      |
| Standort Kaiserslautern                                        | Standort Landau                                             |
| A                                                              | A                                                           |
| -------------------------------------------------------------- | ----------------------------------------------------------- |
| Advanced Quantum Physics (Master)                              |                                                             |
| Automation & Control (A&C) (Master)                            |                                                             |
| B                                                              |                                                             |
| Biology (Master)                                               |                                                             |
| E                                                              |                                                             |
| Embedded Computing Systems (ESY) (Master)                      | Ecotoxicology (Environmental Pollution Management) (Master) |
| European Master in Embedded Computing Systems (EMECS) (Master) | Environmental Challenges and Human Responses (Master)       |
| F                                                              |                                                             |
| Finanz- und Versicherungsmathematik (Master)                   |                                                             |
| M                                                              |                                                             |
| Mathematics international (Master)                             |                                                             |
| U                                                              |                                                             |
|                                                                | Umweltwissenschaften / Environmental Sciences (Master)      |

| Liste der Zertifikat-Studiengänge                                         | Liste der Zertifikat-Studiengänge |
| Standort Kaiserslautern                                                   | Standort Landau                   |
| P                                                                         | P                                 |
| ------------------------------------------------------------------------- | --------------------------------- |
| Project Studies in Advanced Technology (PROSAT) (Zertifikat of Education) |                                   |

Zur Ansicht der Tabellen rechts auf [Ausklappen] drücken.

### Lehramt
Im Land Rheinland-Pfalz ist die RPTU neben der Universität Koblenz, der Johannes Gutenberg-Universität Mainz und der Universität Trier eine lehrkräftebildende Hochschule. Im Lehramtsstudium an der RPTU werden zwei Fächer mit den Bildungswissenschaften kombiniert. Im Laufe des Bachelor- und Masterstudiums absolvieren Studierende neben dem fachwissenschaftlichen und fachdidaktischen Studium vier Praktika. Während der Bachelorphase des Lehramtsstudiums absolvieren die Studenten zwei orientierende Praktika und ein vertiefendes Praktikum von jeweils 15 Unterrichtstagen. Im orientierenden Praktikum hospitieren die Studierenden und führen erste Planungen und Unterrichtsentwicklungen durch. Eines der orientierenden Praktika kann auch im Ausland absolviert werden. Im Rahmen des vertiefenden Praktikums werden unter anderem weitere Unterrichtsplanungen und -durchführungen vorgenommen. Während des Masterstudiums absolvieren die Studierenden ein vertiefendes Praktikum. Im Masterstudiengang Lehramt an Förderschulen beträgt die Dauer des Praktikums 20 Unterrichtstage, in den anderen Masterstudiengängen 15 Unterrichtstage.
| Lehramt an             | RPTU in Kaiserslautern | RPTU in Landau |
| ---------------------- | ---------------------- | -------------- |
| Grundschulen           |                        | ×              |
| Realschulen plus       | ×                      | ×              |
| Gymnasien              | ×                      | ×              |
| Berufsbildende Schulen | ×                      |                |
| Förderschulen          |                        | ×              |

### Studentisches Leben
Die Studierenden werden über das Studierendenparlament, den Allgemeinen Studierendenausschuss und die Fachschaften direkt vertreten. An beiden Standorten gibt es einen Allgemeinen Studierendenausschuss, der die Studierenden in den Gremien der RPTU vertritt.
An der Universität sind mehr als 80 studentische Hochschulgruppen eingetragen. Die Studierenden der RPTU können sich in einer Vielzahl von studentischen Gruppen und Initiativen engagieren. Hier können die unterschiedlichsten Interessen, von Politik über Kultur bis hin zu Sport, oder fachliche Interessen, wie zum Beispiel das JungChemikerForum Kaiserslautern, verfolgt und soziale Projekte, wie zum Beispiel die Projekte von Ingenieure ohne Grenzen, organisiert werden. Das Zentrum für Sport, Gesundheit und Wohlbefinden (Unisport) bietet an beiden Standorten insgesamt über 90 verschiedene Sportarten an. Die Universität verfügt über eine Sporthalle mit Einrichtungen für Badminton, Gymnastik, Tischtennis etc. Laufen, Hockey, Basketball und Fußball können auf den angrenzenden Sportplätzen betrieben werden. Weitere Sportanlagen befinden sich auf dem Campus Landau. An beiden Standorten werden auch vom Unisport verschiedene Kurse angeboten. Am Standort Landau wird seit 1985 die Studentenkneipe „FATAL“ betrieben.

## Ranglisten
Die RPTU Kaiserslautern-Landau wurden in verschiedenen Hochschulrankings bewertet. Im Times Higher Education World University Ranking von 2024 belegt die RPTU weltweit Platz 601–800, im Inland Platz 46–48 und unter den jungen Universitäten Platz 101–150. Im Humboldt-Ranking, welches die Forschungsaufenthalte der von der Humboldt-Stiftung geförderten Stipendiaten und Preisträger an deutschen Forschungseinrichtungen zählt, belegt sie den 42. Platz im Gesamtranking.

## Internationalisierung
Die RPTU ist Teil des Verbundes Universität der Großregion (UniGR). So können sich Studenten Leistungsnachweise aus besuchten Veranstaltungen an den Universitäten Lothringen (Metz, Nancy), Luxemburg, Lüttich, des Saarlandes und Trier problemlos anerkennen lassen. Dieser Universitätsverbund in der Großregion soll die länderübergreifende Kooperation von Studierenden, Doktorierenden, Dozierenden sowie Wissenschaftlerinnen und Wissenschaftlern und damit auch das Studieren, Promovieren, Lehren und Forschen fördern. Die Studierenden an den UniGR-Universitäten können unter anderem ohne zusätzliche Einschreibekosten Veranstaltungen, Vorlesungen und Seminare an den Partneruniversitäten besuchen sowie an Prüfungen teilnehmen und Prüfungsleistungen bis zu 10 ECTS pro Semester für das eigene Studium an der Heimatuniversität anerkennen lassen. Zudem können sie die Bibliotheken kostenfrei nutzen und in den Mensen zu Studierendenpreisen essen. Die Partner-Hochschulen der UniGR verleihen einen Europäischen Doktortitel der Universität der Großregion (UniGR-Doktortitel), welcher der Promotion eine internationale Dimension beifügt. Bedingung für den Erhalt des UniGR-Doktortitels ist unter anderem ein sechsmonatiger Forschungsaufenthalt an einer weiteren UniGR-Hochschule.
Die RPTU ist Mitglied der Deutsch-Französischen Hochschule (DFH), einem Netzwerk von 208 Partnerhochschulen in Deutschland, Frankreich und – für trinationale Studiengänge – in anderen europäischen Ländern. An der RPTU können sich Studierende für bis zu fünf deutsch-französische Studiengänge bewerben, die zu einem Doppeldiplom führen.
Die Universität bietet im Rahmen des Erasmus-Programms Austauschmöglichkeiten mit rund 140 Hochschulen in 25 Ländern.
Die RPTU beteiligt sich am Erasmus-MUNDUS-Programm der Europäischen Union. In Kooperation mit anderen europäischen Universitäten bietet die RPTU Kaiserslautern-Landau folgende „Erasmus MUNDUS Joint Degrees“ an: European Master Quantum Technologies and Engineering (QuanTEEM), European Master in Software Engineering (EMSE) und European Master in Embedded Computing Systems (EMECS).

## Universitätsförderung

### Stiftung für die RPTU
Die Stiftung für die RPTU wurde 2006 als Stiftung für die TU Kaiserslautern als eine gemeinnützige Bürgerstiftung in Kaiserslautern gegründet, um die Technische Universität Kaiserslautern in ihrer weiteren Entwicklung zu unterstützen. Seit dem Entstehen der RPTU Kaiserslautern-Landau im Jahr 2023 unterstützt die Stiftung die neue RPTU. Der Sitz der Stiftung ist inzwischen in die Villa Denis in Diemerstein verlegt worden.

### Freundeskreise der RPTU
Ziel der Freundeskreise der RPTU ist es zum einen, die Entwicklung, den Bestand und die Öffentlichkeitsarbeit der Universität zu unterstützen, zum anderen, das kulturelle Leben auf dem Campus zu fördern. Darüber hinaus werden Lehrende und Studierende in ihren wissenschaftlichen Bestrebungen unterstützt und besondere Leistungen gewürdigt.
Die Freundeskreise der RPTU bestehen aus dem Freundeskreis der RPTU Kaiserslautern und Freundeskreis der RPTU Landau. Die beiden Vereine konzentrieren ihre Arbeit jeweils auf dem zugehörigen Campus der RPTU.

## Sonstiges

### Name der Universität
Das Corporate Design der Universität legt die folgenden Namen der Universität sowie deren Abkürzungen fest:
- Name: „Rheinland-Pfälzische Technische Universität Kaiserslautern-Landau“
- Englische Bezeichnung: „University of Kaiserslautern-Landau“ (bisherig); „RPTU University Kaiserslautern-Landau“ (zukünftig)[74]
- Kurzname: „RPTU Kaiserslautern-Landau“
- Kurzname: „Rheinland-Pfälzische Technische Universität“
- Abkürzung: „RPTU“

Die zulässige Bezeichnung der beiden Campi in Kaiserslautern und Landau ist „RPTU in Kaiserslautern“ beziehungsweise „RPTU in Landau“.

### Knoppix
Klaus Knopper, Entwickler der nach ihm benannten freien Linux-Distribution „Knoppix“, hatte ein Büro im Keller des Rechenzentrums der Technischen Universität Kaiserslautern (dem Rechtsvorgänger der Rheinland-Pfälzischen Technischen Universität Kaiserslautern-Landau am Standort Kaiserslautern).

### Konferenz der Informatikfachschaften
Die 52,0. Konferenz der Informatikfachschaften tagte 2024 an der Rheinland-Pfälzischen Technischen Universität am Standort Kaiserslautern. Im Rahmen dieser KIF wurde erstmalig eine Geschäftsordnung eingeführt.